# The Prince of Tennis
The Prince of Tennis (テニスの王子様, Tenisu no Ōjisama) és un manga i anime japonès de Konomi Takeshi, que narra la història d'un adolescent prodigi del tennis. Aquesta sèrie és una de les més populars del Japó, amb més de 40 volums venuts al país, i més de cinquanta arreu del món.
El manga fou publicat en la revista Weekly Shonen Jump al Japó i fou llicenciat per VIZ Media als Estats Units. En el rànquing publicat per TV Asahi dels millors 100 animes de 2006 (sobre la base d'una enquesta online realitzada al Japó), la sèrie fou elegida en vuitena posició.
Si bé el mes de març del 2008 The Prince of Tennis finalitzà en la revista Shōnen Jump després de nou anys, no va ser definitiu. Al número de desembre (publicat el 4 de novembre del 2008) de la revista de Shueisha, Jump Square anuncià que Takeshi Konomi començava un nou manga de The Prince of Tennis en el número d'abril de 2009 de la revista. El manga seguia una nova història amb els mateixos personatges, segons l'anunci, tota la història fins al moment havia estat un "pròleg" i que a partir d'aquell moment "començarà una nova llegenda per a Ryoma i els altres". També s'anuncià una continuació de la sèrie.
Jump Square també anuncià la publicació de Hōkago no Ōji-sama (El príncep després de l'escola), títol que en un primer moment es creia que duria la nova sèrie, un homenatge al manga que eixirà en la revista també de desembre del 2008. Aquest especial inclourà un pòster, informació sobre la nova sèrie, articles de The Prince of Tennis i un concurs en el qual es poden aconseguir entrades per al seu musical.

## Història
Ryoma Echizen és un xic de 12 anys, bastant presumit i que no té molt bones relacions personals amb els altres.
Vivia amb tota la seua família als Estats Units, però després d'arribar al Japó, terra natal del seu pare, ha d'adaptar-se a la seua nova vida en l'institut Seishun Gakuen (o dita també com Seigaku), en el qual s'apunta al Club de tennis. A partir d'aquest moment, tota sort d'aventures canviaran la vida del xic, al costat dels seus companys d'equip i molts altres personatges d'equips rivals que intentaran, amb millor o pitjor fortuna, robar-li el títol de "Príncep del Tennis", pel seu més que demostrada gran habilitat en aquest esport.
Durant la sèrie es mostra com Echizen busca seguir i superar els passos del seu pare, qui fou un jugador professional retirat del Japó.